# イトクボ
イトクボは、かつて存在した女性デュオの音楽ユニット。

## メンバー
- 伊藤彩華
- 窪田啓子（元Kalafinaのメンバー）

## CD作品
- ゲームサウンドトラック「ビューティフル塊魂: 塊ステキ魂」（2007年11月21日）
  - 「Into The Sky」

## ラジオ出演
- ピートム.Comic Jack (ABCラジオ、2006年5月11日、18日ゲスト出演)
- イトクボ祭り（スターデジオ）
- イトクボのParty Road（fm osaka、2006年10月～2007年6月）
- FMサウンドシネマ（fm osaka、2007年7月～12月）

| スタブアイコン | サブスタブ | この項目は、まだ閲覧者の調べものの参照としては役立たない、音楽関係者（バンド等）に関連した書きかけの項目です。この項目を加筆・訂正などしてくださる協力者を求めています（P:音楽/PJ:芸能人）。 |